# ترک‌شده
ترک‌شده یا تک‌افتاده (به انگلیسی: Marooned) آهنگی بی‌کلام از آلبوم ناقوس جدایی گروه موسیقی پراگرسیو راک پینک فلوید است که در سال ۱۹۹۴ منتشر شد. این قطعه موسیقی؛ تنها اثری از پینک فلوید است که توانسته برندهٔ جایزه گرمی (۱۹۹۵) شود.

## دربارهٔ آهنگ
ترک‌شده (تک‌افتاده) را دیوید گیلمور و ریچارد رایت نوشته‌اند. این قطعه موسیقی، نواهایی دارد که یک جزیره را در ذهن شنونده متبادر می‌کند؛ همچون صدای مرغان دریایی و صدای موج‌هایی که به ساحل می‌خورند. این موسیقی حین انجام یک کار تمرینی و بداهه در آستوریا در اوایل سال ۱۹۹۳ ساخته شد. دیوید گیلمور از یک پدال «دیجی‌تِـک وَمی» برای زیرتر کردن صدای گیتار استفاده کرده که نت‌ها را به‌طور کامل و به اندازهٔ یک اکتاو جابجا کرد. همچنین در پس‌زمینهٔ این آهنگ، افکت‌های ناله‌مانند گیتار دیوید گیلمور را می‌توان شنید که یادآور آهنگ «پژواک‌ها» است. بخش‌های پیانویی مربوط به ریچارد رایت (که در اصل با استفاده از «پیانوی کِـرزوایل» نواخته شده‌است) در استودیوهای المپیک واقع در لندن ضبط شده‌است.
دیوید گیلمور اظهار داشته‌است که «تقریباً تمامی این آهنگ بداهه‌نوازی بوده و او شاید سه یا چهار بار، آنرا به‌طور آزمایشی نواخت و در نهایت بهترین‌های هر بار اجرا را انتخاب کرد».

## جایزه گرمی
پینک فلوید در سال ۱۹۹۵ جایزه گرمی برای بهترین اجرای راک بی‌کلام را برای این آهنگ بدست آورد.

## دست‌اندرکاران
- دیوید گیلمور - گیتار
- ریچارد رایت - سینث‌سایزر
- نیک میسن - درامز، سازهای کوبه‌ای
- گای پرت - گیتار بیس
- جان کرین - کیبورد